# فريدريش ثيودور فيشر
فريدريش ثيودور فيشر (بالألمانية: Friedrich Theodor Vischer)‏ (و. 1807 – 1887 م) هو سياسي، وفيلسوف، ومُنظر أدبي، وروائي، وشاعر، وكاتب مسرحي، وناقد فني، وأستاذ جامعي، وكاتب ألماني، ولد في لودفيغسبورغ، وكان عضوًا في الأكاديمية البافارية للعلوم والعلوم الإنسانية، والأكاديمية الهنغارية للعلوم، توفي عن عمر يناهز 80 عاماً.

## مناصب
تولى منصب عضو برلمان فرانكفورت.

## التعليم
تعلم في Tübinger Stift ‏، وجامعة توبنغن.

## جوائز
حصل على جوائز منها:
- وسام فريدريش.

## روابط خارجية
- فريدريش ثيودور فيشر على موقع الموسوعة البريطانية (الإنجليزية)
- فريدريش ثيودور فيشر على موقع ميوزك برينز (الإنجليزية)